# Кросби, Гарри
Га́рри Кро́сби (англ. Harry Crosby, 4 июня 1898, Бостон — 10 декабря 1929, Нью-Йорк, Нью-Йорк) — американский поэт и издатель.

## Биография
Гарри Кросби родился 4 июня 1898 года в богатой бостонской семье, финансист Дж. П. Морган приходился ему дядей. Окончил престижную частную школу Сент-Марк (1917). После вступления Америки в Первую мировую войну добровольцем отправился на фронт, служил в санитарных частях. Принимал участие во второй битве при Вердене и в сражении при Орме. За отвагу был награждён медалью Croix de Guerre (1919). После войны вернулся в Бостон, где встретил свою будущую жену Каресс Кросби (1891—1970). На момент знакомства с Кросби она была замужем и имела двоих детей, её разрыв с мужем вызвал в городе скандал. В 1922 году, после того, как Каресс получила развод, любовники поженились, и вскоре переехали в Париж, где Кросби устроился на работу в один из банков своего дяди.
С 1925 года супруги начали публиковать стихи собственного сочинения. Посвящённый жене сборник Кросби «Сонеты к Каресс» (Sonnets for Caresse) получил благожелательную оценку Гарриет Монро, основателя и редактора американского литературного журнала Poetry. В апреле 1927 года пара основала собственное издательство, получившее название «Нарцисс» (Éditions Narcisse) в честь принадлежавшей им гончей. Первое время они выпускали дорогие коллекционные издания признанных авторов (в частности, По). Там же вышел второй поэтический сборник Кросби «Красные скелеты» (Red Skeletons), созданный под влиянием Шарля Бодлера и Оскара Уайлда.
В середине 1928 года издательство сменило название на «Чёрное солнце» (Black Sun Press), а круг его авторов расширился. Кросби стал выпускать книги своих друзей, в то время малоизвестных широкой публике литераторов — Джеймса Джойса, Д. Г. Лоуренса, Харта Крейна и др. В том же году он опубликовал два сборника своих стихов «Солнечная колесница» (Chariot of the Sun) и «Путь к Венере» (Transit to Venus). В «Колеснице» Кросби предстал увлечённым модернистом, близким к дадаизму. В каждом стихотворении присутствовал образ солнца — центральный символ в творчестве поэта. Более личный сборник «Путь к Венере» — лирическое послание Кросби к своей двадцатилетней любовнице Джозефин Ротч — напоминал «Сонеты к Каресс», но если последние были вдохновлены Бодлером, то в «Венере» ориентиром выступала Гертруда Стайн.
Последние пять лет своей жизни Кросби был одержим идеей смерти и самоубийства. Сказывался пережитый им травматический опыт Первой мировой войны. Освоивший в 1929 году профессию пилота, Кросби собирался сесть с женой на белый аэроплан и полететь навстречу солнцу, но в итоге выбрал менее экзотический способ самоубийства. 10 декабря 1929 года он застрелился, компанию ему составила Джозефин Ротч.